# Unity Technologies
Unity Software Inc. ( ведущая бизнес как Unity Technologies ) — американская компания по разработке видеоигр, которая известна разработкой Unity, лицензированного игрового движка. 
Основана 2 августа 2004 года как Over Edge I/S и стала подразделением Unity Technologies ApS в 2006 году. 
Компания разместила свою штаб-квартиру в Сан-Франциско и стала «Unity Technologies SF» в 2009 году.

## История
Основана в 2004 году Дэвидом Хелгасоном (CEO), Николасом Фрэнсисом (CCO) и Йоахимом Анте (CTO) в Копенгагене (Дания) после их первой игры, GooBall. Игра не добилась успеха, поэтому они решили создать движок для компьютерных игр, который все могут использовать по доступной цене. 
В центре внимания компании — «демократизировать разработку игр» и сделать возможным создание интерактивного контента 2D и 3D как можно более доступным для как можно большего числа людей во всем мире. 
Unity Technologies получила финансирование[когда?]

 от таких компаний, как Sequoia Capital, WestSummit Capital и iGlobe Partners.
В 2008 году, в связи с ростом популярности iPhone, Unity стала одним из первых разработчиков движков, которые начали полностью поддерживать платформу IOS. 
На данный момент Unity поддерживает 24 платформы такие как: iOS, Android, Windows, Linux, WebGL, PS4, PS5, Xbox One, Xbox Series X/S, Android TV, tvOS, Nintendo Switch, ARCore, Microsoft HoloLens, Magic Leap, Meta, Apple AR. В 2010 году IBM начала изучать подключаемые модули браузера Unity 3D, для запуска 3D игр в браузере.
В апреле 2012 года Unity, насчитывала 1 миллион зарегистрированных разработчиков, 300 000 из них использовали Unity на регулярной ежемесячной основе. В апреле 2015 года количество зарегистрированных разработчиков достигло 4,5 млн человек, 1 млн активных пользователей в месяц. 47 % всех разработчиков мобильных игр используют Unity.
10 ноября 2010 года Unity Asset Store был запущен в качестве онлайн-магазина для пользователей Unity, для свободной продажи ресурсов проекта (графика, скрипты, аудио и т. д.). К апрелю 2014 года у магазина было 600 000 зарегистрированных пользователей, которые загружали около 500 000 единиц контента в месяц.
В марте 2014 года, Unity приобрела Applifier, поставщика услуг мобильной связи в Хельсинки.
Также в 2014 году последовали ещё два приобретения: Playnomics, платформа анализа данных для разработчиков (в настоящее время Unity Analytics) и Tsugi, которая работает над непрерывным сервисом интеграции, теперь известная как Unity Cloud Build.
В августе 2015 года, Unity приобрела SilkCloud, разработчика электронной коммерции в Шанхае. SilkCloud работает над инфраструктурой для веб-сервисов Unity.
На GDC 16 Unity объявила о выпуске двух новых продуктов: Unity Certification, чтобы помочь разработчикам продемонстрировать свои навыки и знания в Unity; и Unity Collaborate, который позволяет нескольким людям получить доступ к одному и тому же проекту Unity удалённо.
В июле 2022 года Unity согласилась купить ironSource в рамках сделки с акциями на сумму 4,4 миллиарда долларов США.  По завершении сделки акционерам Unity будет принадлежать около 73,5 % объединенной компании, а текущим акционерам IronSource останется около 26,5 %. После закрытия сделки Unity также получит инвестиции в размере 1 миллиарда долларов от Sequoia Capital и Silver Lake. 
В августе 2022 года AppLovin сделала незапрашиваемое предложение купить Unity в обмен на 17,54 млрд долларов, в рамках сделки с акциями. Предлагаемое слияние приведет к тому, что генеральный директор Unity Джон Риччителло станет генеральным директором объединенной компании. Заявка AppLovin не включает ironSource, которую Unity согласилась купить в июле. Позже в том же месяце правление Unity отклонило это предложение и обязалось завершить приобретение ironSource. Слияние IronSource было завершено в ноябре 2022 года.